# 威廉·安德森 (冰球运动员)
威廉·安德森（英語：William Anderson，1901年4月1日—1983年2月23日），英国男子冰球运动员，场上位置是后卫。他曾代表英国国家队参加1924年冬季奥林匹克运动会冰球比赛，获得一枚铜牌。